# Rakeem Christmas
Rakeem Haleek Christmas (Irvington, Nueva Jersey, 1 de diciembre de 1991) es un baloncestista estadounidense que pertenece a la plantilla de los Santos del Potosí de la Liga Nacional de Baloncesto Profesional de México. Con 2,06 metros de estatura, juega en la posición de ala-pívot, pero también puede jugar de pívot.

## Trayectoria deportiva

### Universidad
Christmas jugó cuatro temporadas con los Orange de la Universidad de Syracuse.

### Profesional
El 25 de junio de 2015, fue seleccionado en la posición número 36 del Draft de la NBA de 2015 por los Minnesota Timberwolves, pero sus derechos fueron traspasados a los Cleveland Cavaliers junto con los derechos de Cedi Osman y una selección de segunda ronda del draft de 2019 a cambio de Tyus Jones.
[actualizar]
El 5 de agosto de 2023 firma por los Santos de San Luis Potosí de la LNBP, donde permanece hasta el 3 de noviembre de 2023.
[actualizar]

## Estadísticas de su carrera en la NBA

### Temporada regular
| Año     | Equipo  | PJ | PT | MPP | %TC   | %3P  | %TL  | RPP | APP | ROB | TPP | PPP |
| ------- | ------- | -- | -- | --- | ----- | ---- | ---- | --- | --- | --- | --- | --- |
| 2015-16 | Indiana | 1  | 0  | 6.0 | 1.000 | .000 | .000 | 1.0 | .0  | .0  | .0  | 4.0 |
| 2016-17 | Indiana | 29 | 0  | 7.6 | .442  | .000 | .724 | 1.9 | .1  | .1  | .2  | 2.0 |
| Total   | Total   | 30 | 0  | 7.5 | .467  | .000 | .724 | 1.9 | .1  | .1  | .2  | 2.1 |

## Vida personal
Christmas nació en Irvington, Nueva Jersey. Él y su madre se mudaron a Saint Croix cuando él era niño. Después de la muerte de su madre, Christmas vivía con su abuela. En el año 2005, se mudó a Philadelphia para vivir con su tía.
Christmas se casó con Jasmine Jordan, la hija de Michael Jordan, en 2021. Su hijo, Rakeem Michael Christmas, nació el 14 de mayo de 2019.